# Hungersnot in Irland 1879

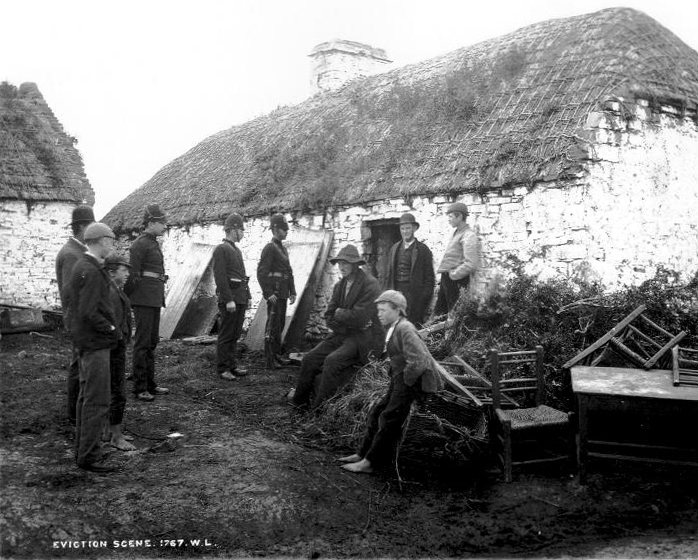
Zwangsräumung einer irischen Familie, ca. 1879

Die Hungersnot in Irland 1879 war die letzte Hungersnot in Irland. Es handelte sich nicht um eine Hungersnot im engeren Sinne, da zwar Hunger zunahm, kaum aber Verhungern. So wird diese Hungersnot auch oft als die „Kleine Hungersnot“ (irisch An Gorta Beag) bezeichnet, im Gegensatz zur Großen Hungersnot 1845–1849.

## Ursachen
Irland stand zu jener Zeit unter britischer Herrschaft, der Boden in Irland gehörte englischen Großgrundbesitzern (Landlords). Die irischen Bauern bestellten als Pächter das Land, mussten oft eine hohe Pacht bezahlen und lebten in bitterer Armut, welche in der Großen Hungersnot ihren Höhepunkt erreichte. Seither hatte sich an diesen Umständen zunächst wenig geändert.

## Hungersnot
Wie die Große Hungersnot wurde die Hungersnot 1879 unmittelbar ausgelöst durch den Ausfall der Kartoffelernte, wodurch das Hauptnahrungsmittel der armen irischen Bevölkerung wegfiel. Dies führte zu Nahrungsmittelknappheit und Hunger sowie zu Bevölkerungsbewegungen aus den betroffenen Gebieten in die Städte.
Hingegen hielt sich die Zahl der Hungertoten in Grenzen – anders als in der Großen Hungersnot, der mindestens 1.000.000 Menschen zum Opfer gefallen waren. Dies lag zum einen daran, dass die Ernteausfälle 1879 relativ lokal begrenzt waren. Am stärksten war, wie bereits 1845–1849, die Provinz Connacht im Westen Irlands betroffen, die zugleich die ärmste Provinz war.
Viele Betroffene konnten diesmal auf die Unterstützung durch in der Emigration lebende Verwandte zählen, die infolge der Großen Hungersnot ausgewandert waren. Auch reagierte die britische Regierung  deutlich rascher und effizienter auf die Not als 1845–1849. So wurde ein Massensterben verhindert. Viele, die in die Städte geflohen waren, kehrten nach der erfolgreichen Ernte 1880 wieder aufs Land zurück.

## Folgen
Obwohl die unmittelbaren Folgen begrenzt blieben, hatte die Hungersnot von 1879 bedeutend weitreichendere Folgen. Viele der vom Ernteausfall betroffenen Bauern hatten in ihrer Kindheit die Große Hungersnot miterlebt und fürchteten, dass ihnen und ihren Kindern nun das gleiche Schicksal widerfahren würde. Diese Furcht trug dazu bei, die Bereitschaft zum gegebenenfalls auch militanten Widerstand gegen Armut und Unterdrückung zu erhöhen.
Als Michael Davitt (1846 im County Mayo in Connacht geboren, 1855 mit seiner Familie nach England gezogen, dort aufgewachsen und zum politischen Aktivisten geworden) 1879 nach Irland zurückkehrte, zog er angesichts der Zustände, die er dort antraf, den Schluss, dass sich an den Problemen Irlands nichts geändert hatte. Er gründete daraufhin zusammen mit Charles Stewart Parnell die Organisation Irish National Land League, die sich für Landreformen in Irland und für die Rechte der Pächter einsetzte. In den folgenden Jahren agitierte die Land League im sogenannten „Land War“ für ihre Anliegen, womit sie schließlich Erfolg hatte. Mit den Land Acts und dem Wyndham Land Purchase Act von 1903 kam der irische Boden wieder in den Besitz der irischen Bauern.
Im kollektiven Gedächtnis Irlands ist die „Kleine Hungersnot“ von 1879 deutlich weniger präsent als die Große Hungersnot. Oft wird diese Hungersnot eher als Fußnote zum „Land War“ angesehen.